# Залипье (Ивано-Франковская область)
Залипье (укр. Залип'я) — село в Рогатинской городской общине Ивано-Франковского района Ивано-Франковской области Украины.
Население по переписи 2001 года составляло 236 человек. Занимает площадь 9,851 км². Почтовый индекс — 77015. Телефонный код — 03435.